# Villarquemado
Villarquemado is een gemeente in de Spaanse provincie Teruel in de regio Aragón met een oppervlakte van 56,43 km². Villarquemado telt 863 inwoners (1 januari 2016).